# Броненосці типу «Lüft-ü Celil»

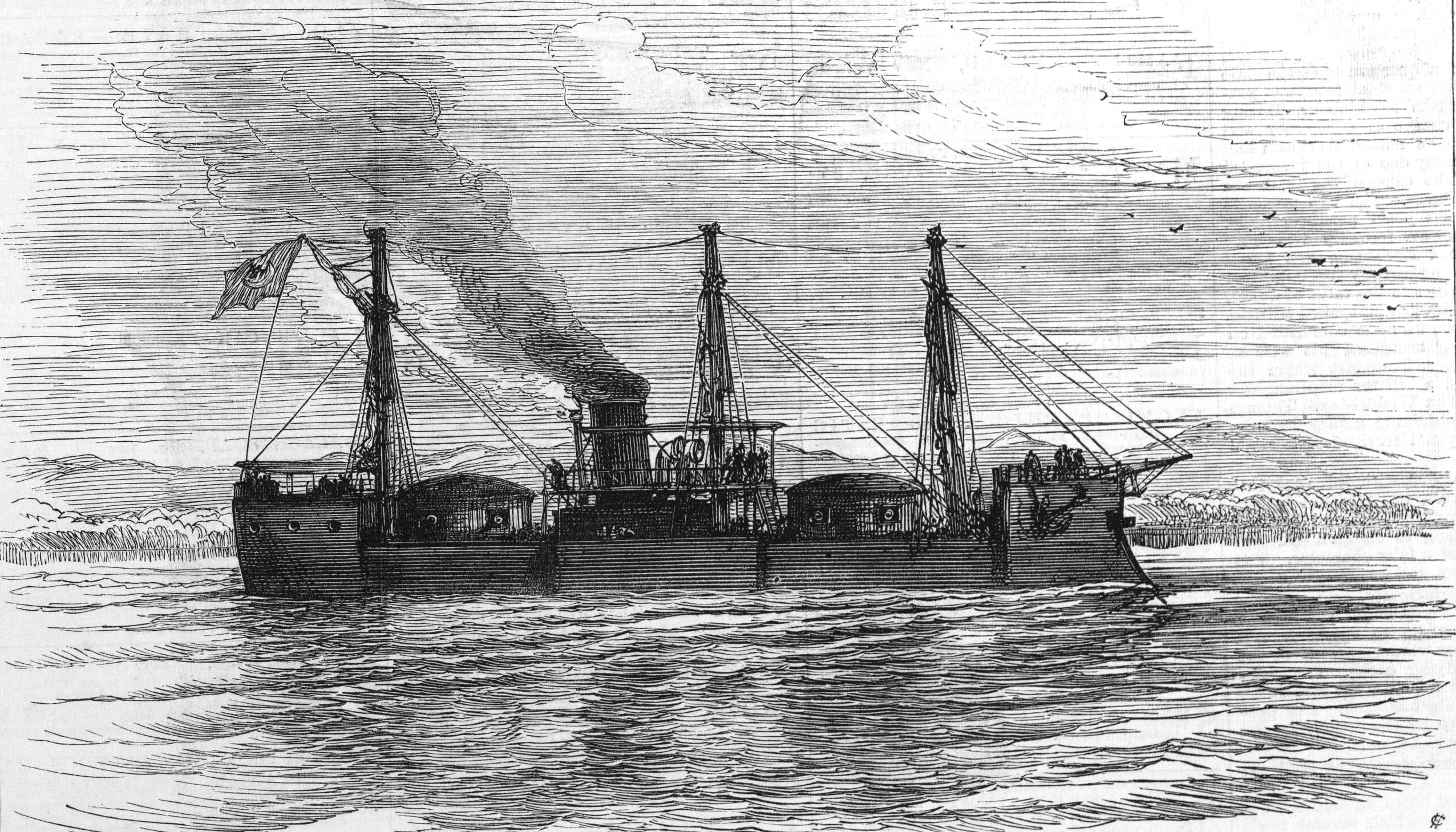
Зображення броненосця «Lüft-ü Celil» у The Illustrated London News

 Броненосці  типу «Lüft-ü Celil» —  два кораблі флоту Османської імперії, побудовані у Франції — Lüft-ü Celil та Hifz-ur Rahman. Це були морехідні монітори.

## Проектування
На початку 1860-тих Єгипетський єялет, автономна провінція Османської імперії, замовив кілька броненосців для свого флоту, як частина програми переозброєння з метою нового протистояння центральній владі, подібного до Османо-єгипетської війни 1839—1841. Це замовлення включало два корабля типу «Lüft-ü Celil»,-class vessels, замовлених 1866 року. Втім після тривалих переговорів кризу було розв'язано і єгипетські броненосці, включаючи Lüft-ü Celil and Hifz-ur Rahman,були передані центральному уряду 29 серпня 1868, поряд з іншими поступками, на які пішов Єгипет.

### Характеристики
Кораблі типу «Lüft-ü Celil» мали довжину від носу до гвинта вздовж ватерлінії 62,18 метрів, а повну — 64,4 метрів, з бімсом у 13,6 метрів. Осадка складала 4.4 метри.  Корпус був сконструйований з заліза, мав таранний ніс, а також при-підняту кормову та носову частини. Нормальна водотоннажність 2540 тон. Їх екіпаж складався з 12 офіцерів і 110 нижніх чинів.
Кораблі мали парову машину компаунд (подвійного розширення), яка приводила у рух два лопатевих гвинти. Пару забезпечували два вугільних локомотивні котли. Двигуни забезпечували загальну потужність у 2000 індикативних кінських сил, що дозволяло  розвивати максимальну швидкість у 12 вузлів (22 км/год).  Втім до 1877 максимальна швидкість кораблів знизилась до 10 вузлів (19 км/год). Lüft-ü Celil ніс 300 тон вугілля. Також вони мали допоміжне вітрильне оснащення по типу барка.
Lüft-ü Celil та Hifz-ur Rahman були морехідними моніторами, озброєними двома 225 міліметровими дульнозарядними гарматами Армстронга та двома 178 міліметровими того ж виробника. Кожна пара гармат була встановлена у власній  башті, розміщених вздовж осі корабля. 225 міліметрові гармати були встановлені у передню башту, а гармати меншого калібру — у задню, розмішену за головною щоглою. Башти поверталися вручну. У 1875, обидва кораблі отримали по одній 120 міліметровій гарматі Круппа. В 1891—1894, Hifz-ur Rahman був частково переозброєний. 225 міліметрові гладкоствольні гармати замінили аналогічною кількістю нарізних скорострільних німецьких 150 міліметрових гармат. Також озброєння доповнили чотирма 37 міліметровими револьверними гарматами Гочкісса та двома 25,4 міліметровими(одно-дюймовими) кулеметами Норденфельта.
Кораблі були броньовані кованими залізними плитами.  Броньовий пояс корабля досягав 140 міліметрів і поступово зменшувалась до 117 міліметрів у напрямку носа та корми.   він розширювався до 0,76 метра вище і нижче ватерлінії. Над головним поясом 76 міліметрові (трьох-дюймові) захищали основу башт,  артилерійські льохи і машинні відділення. Верхня частина бокової броні була приєднана до броньованої палуби товщиною 38 міліметрів.  Башти захищала 140 міліметрова броня.

## Кораблі
| Корабель       | Будівник                          | Закладено | Спущено на воду | Завершено     |
| -------------- | --------------------------------- | --------- | --------------- | ------------- |
| Lüft-ü Celil   | Forges et Chantiers de la Gironde | 1868      | 1869            | березень 1870 |
| Hifz-ur Rahman | Forges et Chantiers de la Gironde | 1868      | 1869            | березень 1870 |

## Історія служби
Після включення до складу флоту обидва кораблі розмістили на Криті для стабілізації ситуації після Критського повстання 1866—1869 років. Водночас Османський флот залишався переважно  неактивним впродовж цього періоду. Обидва кораблі взяли участь у Російсько-турецькій війні 1877—1878, діючи проти російських сил на Чорному морі. На початку війни Lüft-ü Celil та Hifz-ur Rahman були направлені до складу Дунайської ескадри, завданням якої було запобігти форсуванню ріки російською армією.  Здійснюючи патрулювання 11 травня 1877, Lüft-ü Celil вступив у перестрілку з  російськими артилерійськими батареями. Один з російських снарядів влучив у броненосець, імовірно у котлове відділення, що спричинило вибух корабля, у якому загинула більша частина його екіпажу. Hifz-ur Rahman пізніше підтримував оборонців Сулини у гирлі Дунаю. Там монітор мала сутичку з російськими мінними катерами 9 листопада 1877, у якій корабель зазнав незначних ушкоджень.
Hifz-ur Rahman був поставлений на відстій у Стамбулі.  Флот провів ремонт корабля у 1891—1994. Тим не менш корабель все одно перебував у поганому технічному стані на початок Греко-турецької війни в лютому 1897, подібно до решти старих османських броненосців. у результаті флот залишався у безпечній акваторії за укріпленнями Дарданелл та не брав участі у бойових діях. Клорабель продовжив службу ще впродовж десятиліття і був виведений зі складу флоту 1909 року. Його продали у листопаді для розбору на метал.